# Specie di Teucrium
Elenco delle Specie di Camedrio (nome scientifico Teucrium):

## A
- Teucrium abutiloides L'Hér., (1788)
- Teucrium africanum Thunb. (1800)
- Teucrium afrum (Emb. & Maire) Pau & Font Quer (1928)
- Teucrium ajugaceum F.M. Bailey & F.Muell (1888)
- Teucrium albicaule Toelken (1985)
- Teucrium albidum Munby (1855)
- Teucrium alborubrum Hemsl., (1890)
- Teucrium algarbiense Cout. (1936)
- Teucrium alopecurus Noë. (1855)
- Teucrium alpestre Sibth. & Sm. (1809)
- Teucrium alyssifolium Stapf Denkschr. Kaiserl. Akad. Wiss.(1885)
- Teucrium andrusi Post
- Teucrium angustissimum Schreb (1774)
- Teucrium anlungense C.Y.Wu & S.Chow (1965)
- Teucrium annandalei Mukerjee (1940)
- Teucrium antiatlanticum (Maire) Sauvage & Vindt (1956)
- Teucrium antilibanoticum Mouterde (1973)
- Teucrium antitauricum Ekim (1980)
- Teucrium apollinis Maire & Weiller (1939)
- Teucrium aragonense Loscos & J.Pardo (1863)
- Teucrium arduinii L.(1767)
- Teucrium argutum R. Br. (1810)
- Teucrium aristatum Pérez Lara (1889)
- Teucrium aroanium Orph. ex Boiss. (1859)
- Teucrium asiaticum L. (1767)
- Teucrium atratum Pomel (1874)
- Teucrium aureiforme Pomel (1874)
- Teucrium aureum Schreb. (1774)

## B
- Teucrium balearicum (Coss. ex Pau) Castrov. & Bayon (1989 publ. 1990)
- Teucrium balfourii Vierh.
- Teucrium balthazaris Sennen
- Teucrium barbarum Jahand. & Maire (1928)
- Teucrium barbeyanum Asch. & Taub. ex E.J.Durand & Barratte (1910)
- Teucrium betonicum L'Her. (1788)
- Teucrium bicolor Smith (1909)
- Teucrium bicoloreum Pau ex Vicioso (1916)
- Teucrium bidentatum Hemsl., J. Linn.(1891)
- Teucrium botrys L. (1753) – Camedrio secondo
- Teucrium brachyandrum S. Puech (1971)
- Teucrium bracteatum Desf. (1798)
- Teucrium brevifolium Schreb. (1773)
- Teucrium bullatum Coss. & Balansa (1873)
- Teucrium burmanicum Mukerjee (1938)
- Teucrium buxifolium Schreb. (1773)

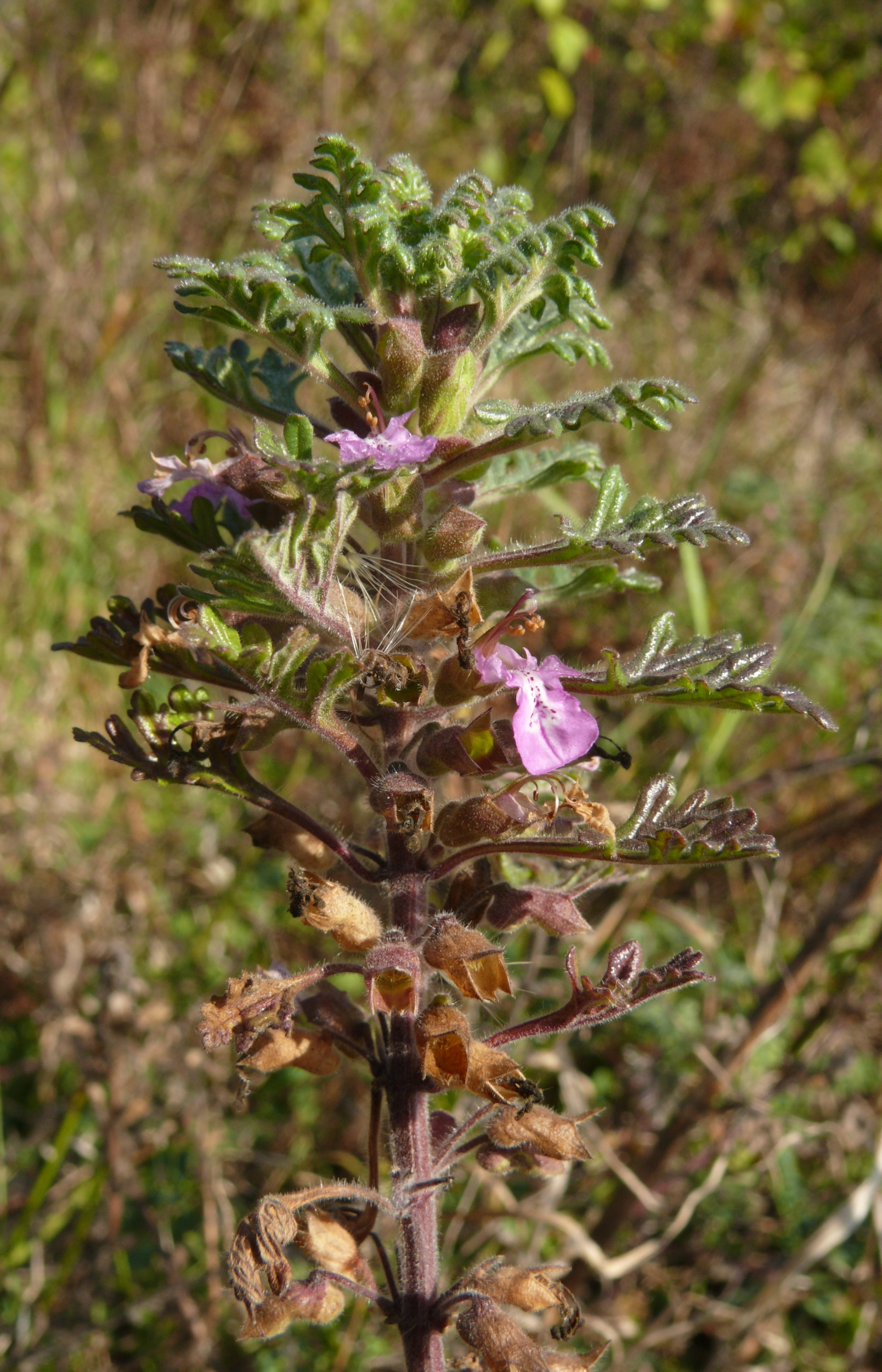
Teucrium botrys
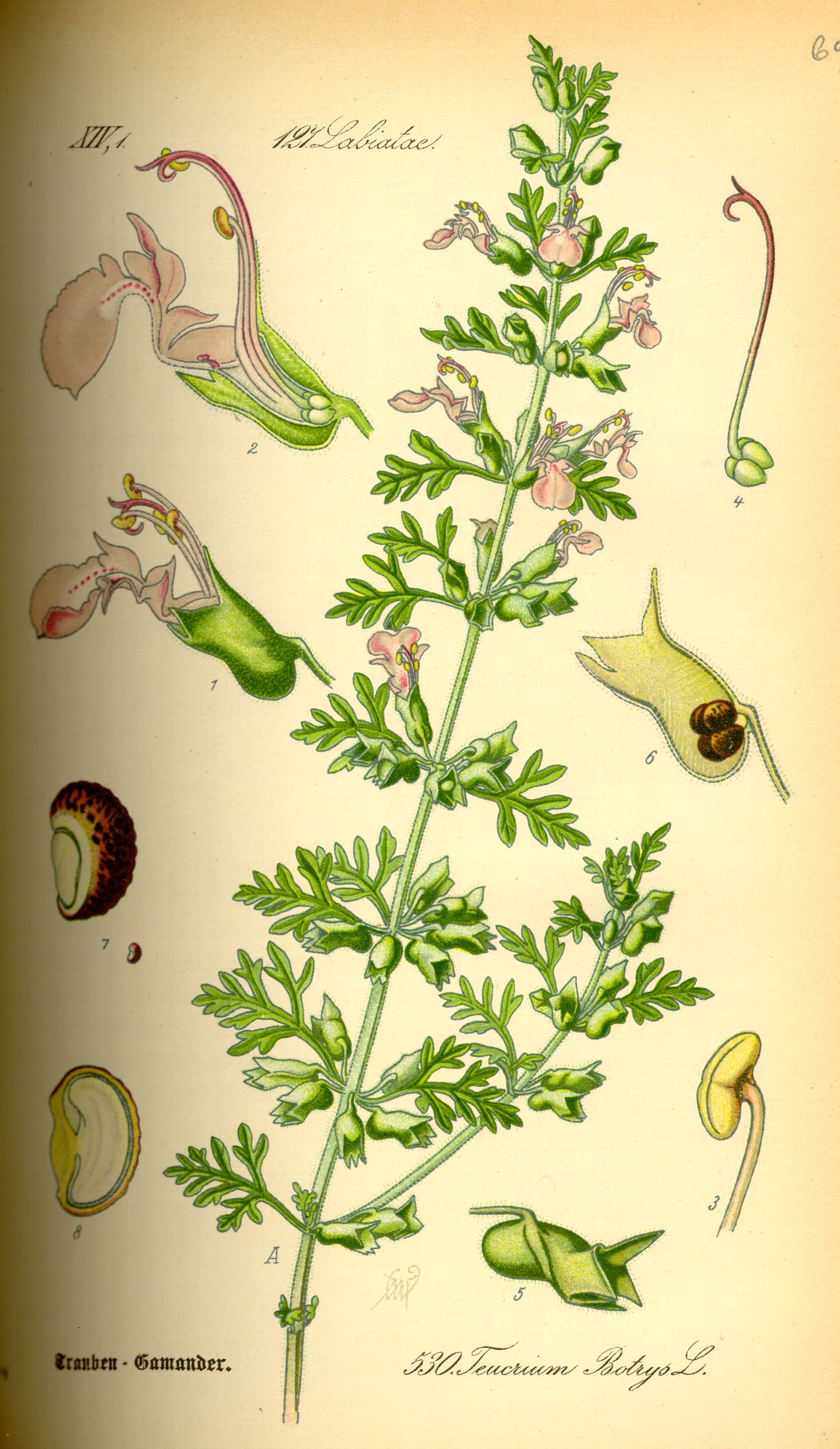
Teucrium botrys

## C
- Teucrium campanulatum L. (1753) – Camedrio pennato
- Teucrium canadense L. (1753)
- Teucrium canum Fisch. & C.A.Mey. (1835)
- Teucrium capitatum L. (1753)
- Teucrium carolipaui (C.Vicioso ex Pau) D.Wood (1921 publ. 1922)
- Teucrium carthaginense Lange (1882)
- Teucrium cavanillesianum Font Quer & Jeronimo (1946)
- Teucrium cavernarum P.H.Davis (1951)
- Teucrium chamaedrys L. (1753) – Camedrio comune, Calamandrea, Queciola
- Teucrium chardonianum Maire & Wilczek (1935)
- Teucrium charidemi Sandwith (1930)
- Teucrium chasmophyticum Rech.f. (1980)
- Teucrium chlorostachyum Pau & Font Quer (1930)
- Teucrium chrysotrichum Lange, Vidensk. Meddel. Naturhist. Foren. Kjøbenhavn (1882)
- Teucrium cincinnatum Maire (1933 publ. 1934)
- Teucrium clementiae Ryding (1998)
- Teucrium compactum Clemente ex Lag. (1816)
- Teucrium coahuilanum B.L.Turner (2005)
- Teucrium coniortodes Boiss. & Blanche (1879)
- Teucrium corymbiferum Desf. (1798)
- Teucrium corymbosum R. Br. (1810)
- Teucrium cossonii D.Wood (1972)
- Teucrium creticum L. (1753)
- Teucrium cubense Jacq. (1760)
- Teucrium cuneifolium Sm. in J.Sibthorp & J.E.Smith (1825)
- Teucrium cylindraceum Greuter & Burdet (1986)
- Teucrium cyprium Boiss. (1844)
- Teucrium cyrenaicum (Maire & Weiller) Brullo & Furnari (1979)

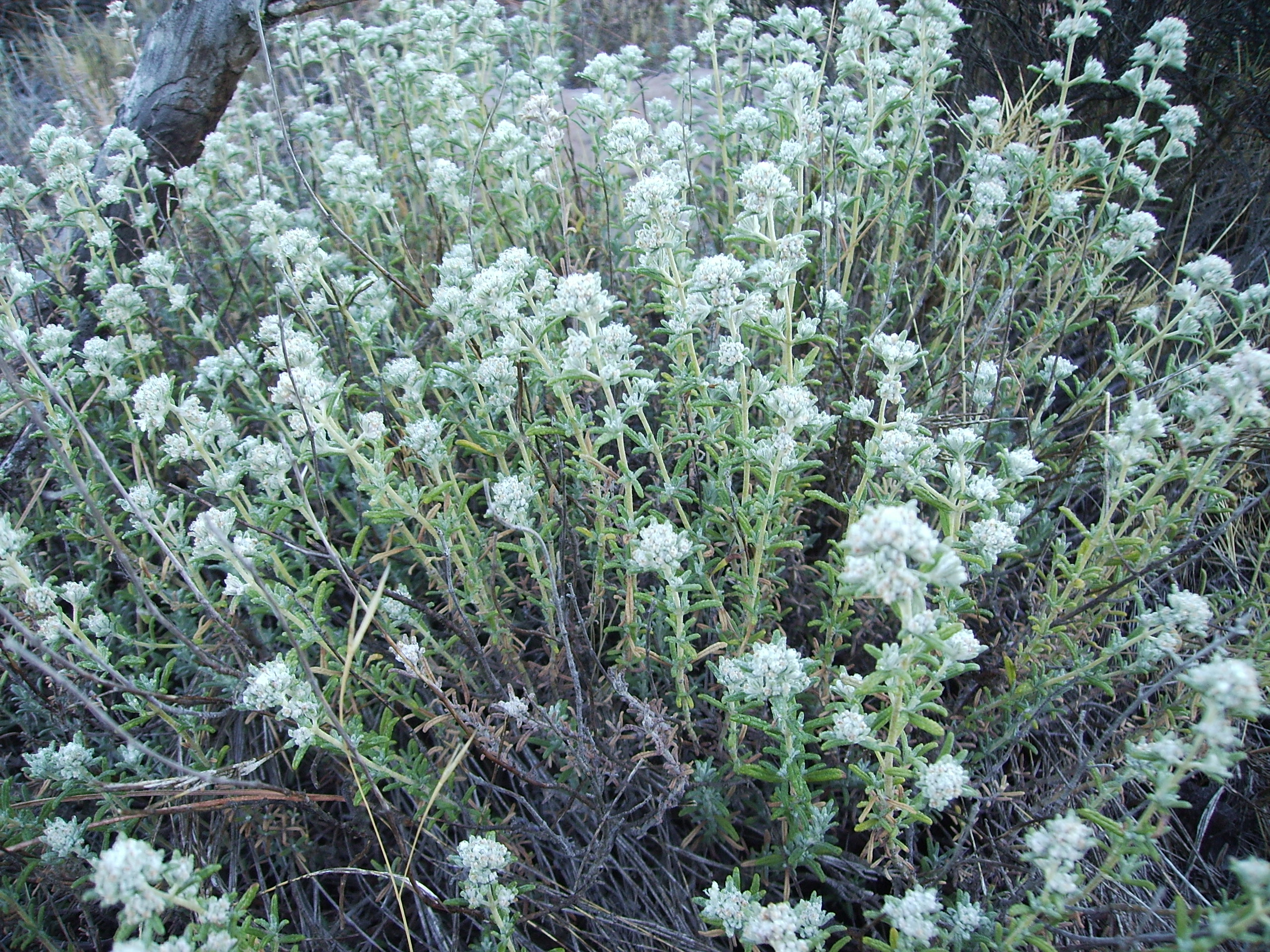
Teucrium capitatum
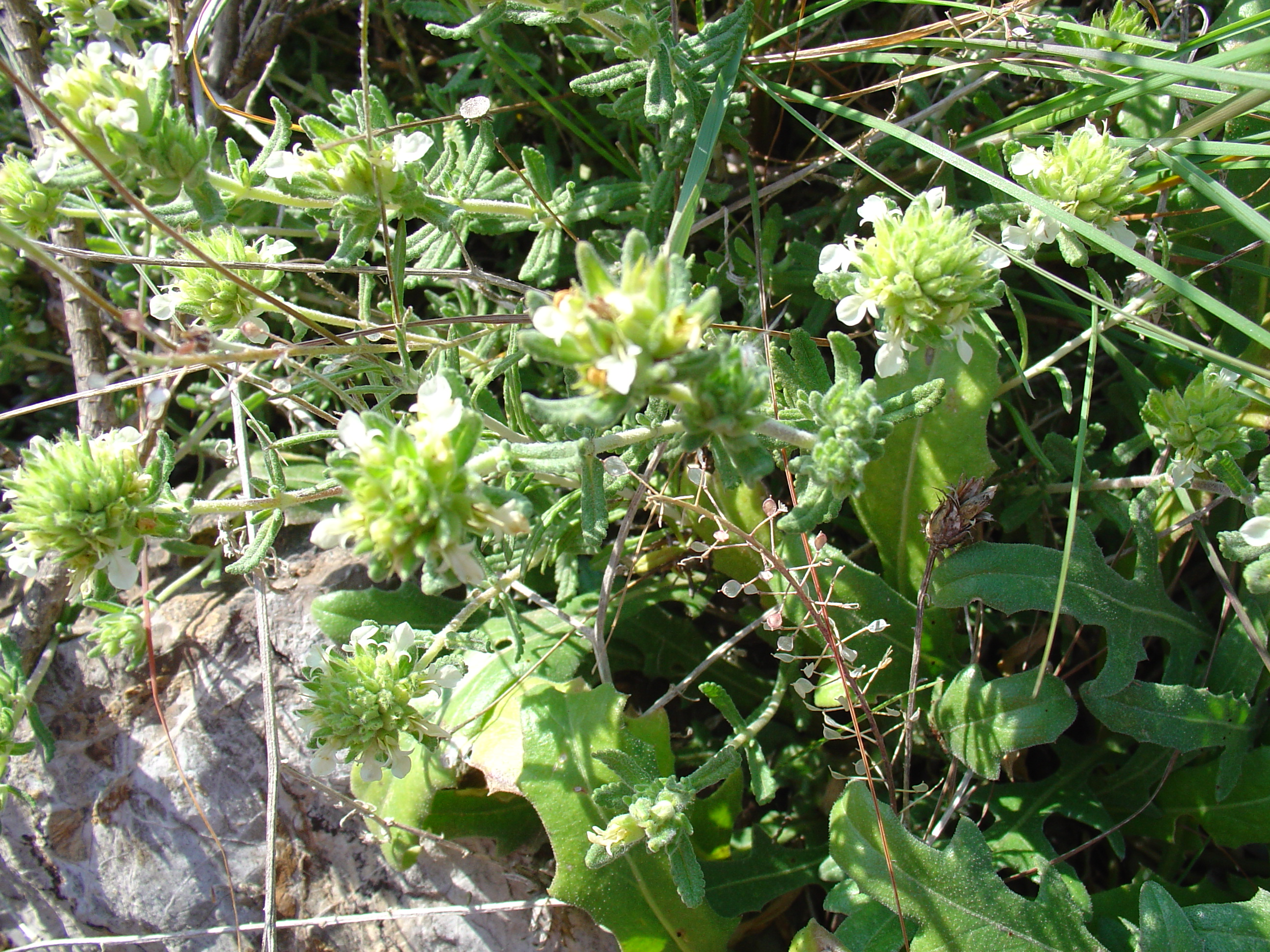
Teucrium capitatum
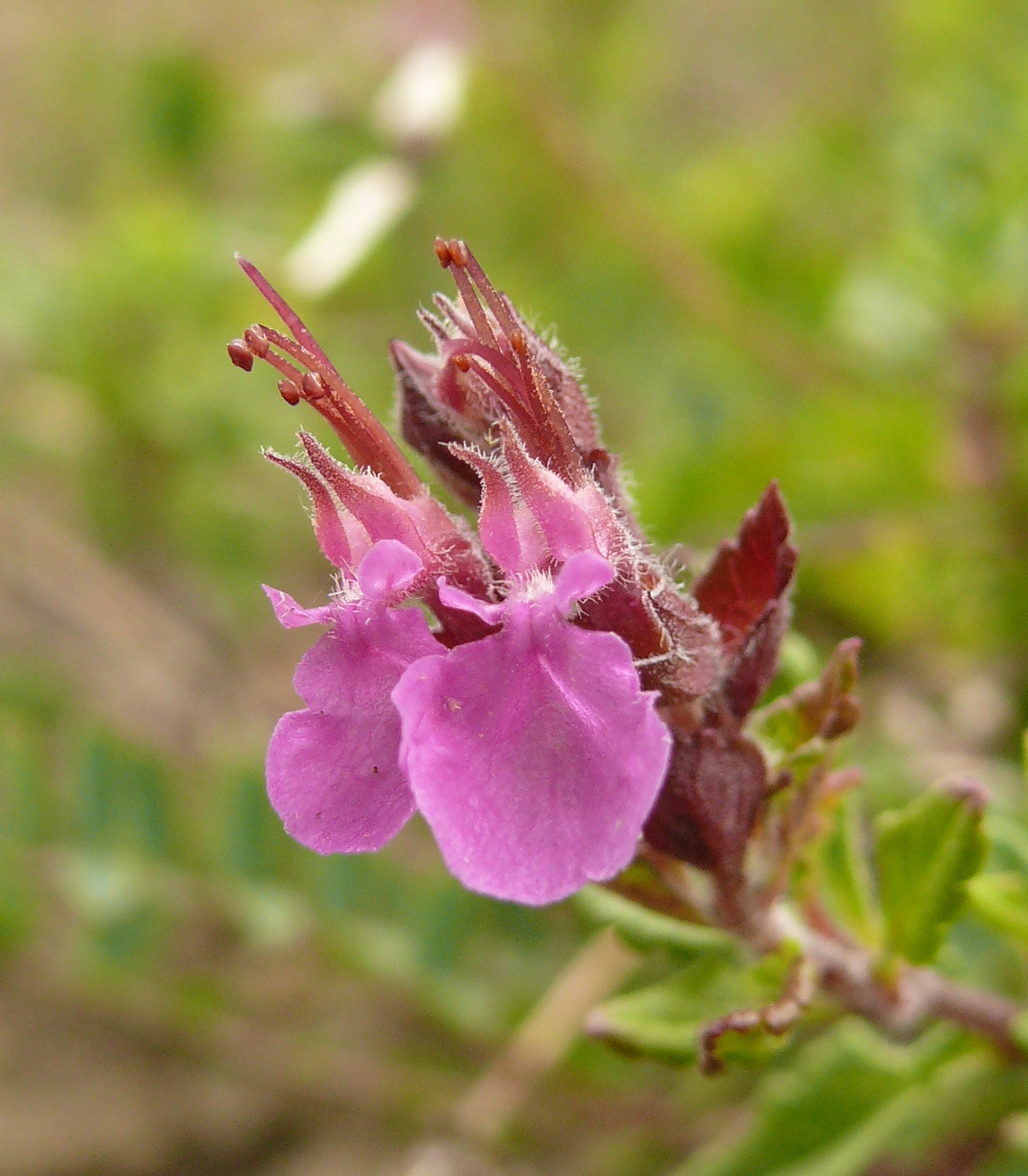
Teucrium  chamaedrys
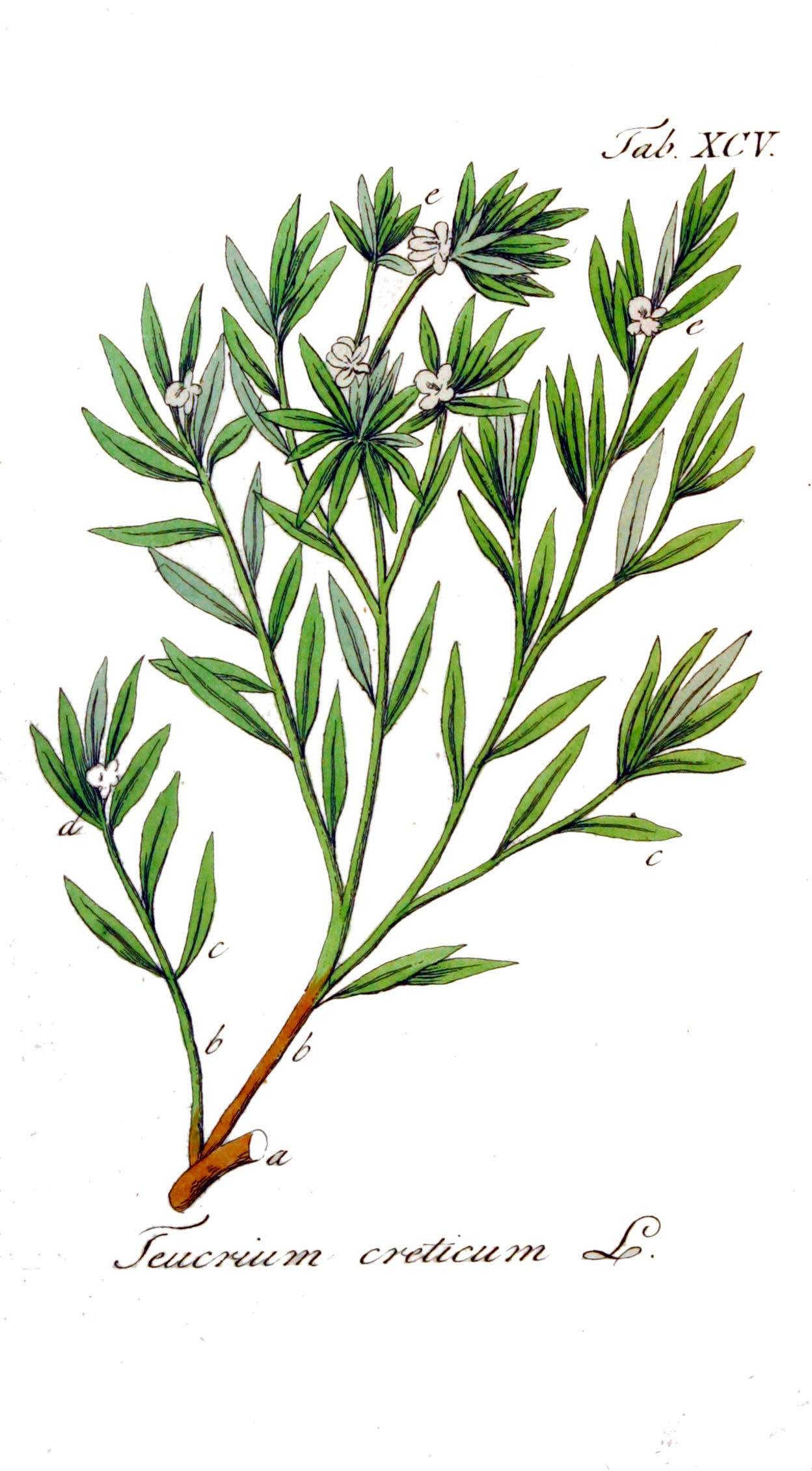
Teucrium  creticum

## D
- Teucrium davaeanum Coss. (1889)
- Teucrium dealeanum Emb. & Maire (1935)
- Teucrium decaisnei C.Presl (1845)
- Teucrium decipiens Coss. & Balansa (1873)
- Teucrium demnatense Coss. ex Batt. (1919)
- Teucrium divaricatum Sieber ex Boiss. (1879)
- Teucrium doumerguei Sennen (1933)
- Teucrium ducellieri Batt. (1917)
- Teucrium dumulosum (Rech.f.) Brullo & Guarino (2000)
- Teucrium dunense Sennen (1925)

## E
- Teucrium eburneum Thulin (1991)
- Teucrium edetanum M.B.Crespo, Mateo & T.Navarro (1994)
- Teucrium embergeri (Sauvage & Vindt) El Oualidi, T.Navarro & A.Martin (1997)
- Teucrium eremaeum Diels (1905)
- Teucrium eriocephalum Willk. (1852)
- Teucrium eximium O.Schwartz (1939)
- Teucrium expansum Pau (1889)

## F
- Teucrium faurei Maire (1929)
- Teucrium fililobum F.Muell. ex Benth. (1870)
- Teucrium flavum L. (1753) – Camedrio doppio
- Teucrium fragile Boiss. (1838)
- Teucrium franchetianum Rouy & Coincy (1893)
- Teucrium francisci-werneri Rech.f. Phyton (Horn) (1949)
- Teucrium francoi M.Seq. Capelo J.C.Costa & R.Jardim (2008)
- Teucrium freynii E.Rev. ex Willk. (1893)
- Teucrium fruticans L. (1753) – Camedrio femmina

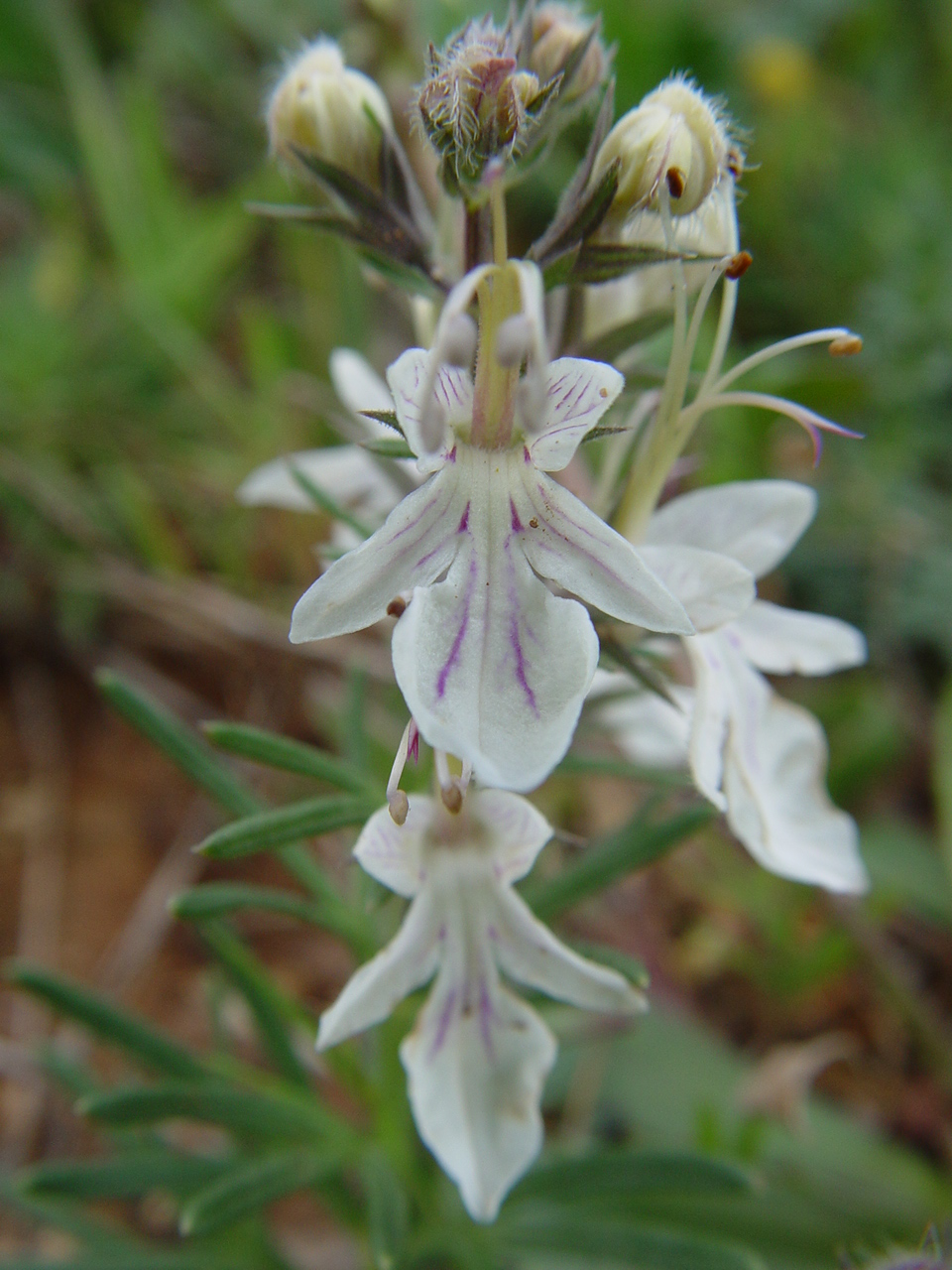
Teucrium fruticans
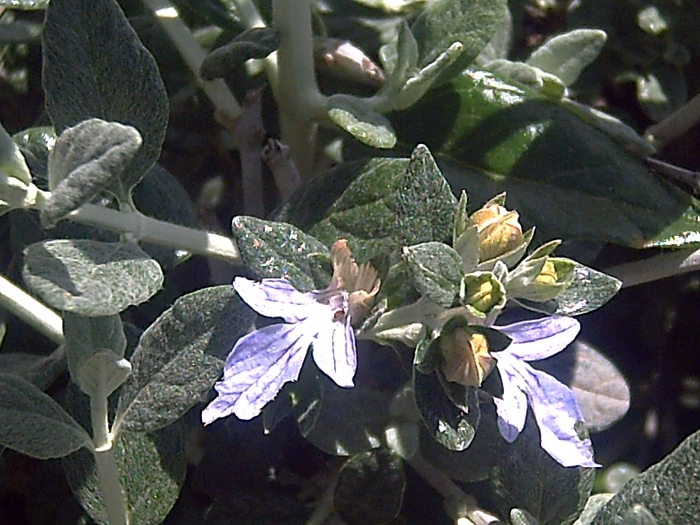
Teucrium fruticans

## G
- Teucrium gattefossei Emb. (1933 publ. 1934)
- Teucrium glandulosum Kellogg (1860)
- Teucrium gnaphalodes L'Hér. (1788)
- Teucrium goetzei Gürke (1901)
- Teucrium gracile Barbey & Fors.-Major (1895)
- Teucrium grandifolium R.A. Clement (1993)
- Teucrium grandiusculum F.Muell. & Tate (1890)
- Teucrium grisebachii Hieron. ex Epling (1946)
- Teucrium grosii Pau (1928)
- Teucrium gypsophilum Emb. & Maire (1927)

## H
- Teucrium haenseleri Boiss. (1838)
- Teucrium halacsyanum Heldr. (1879)
- Teucrium haradjanii Briq. ex Rech.f. (1949)
- Teucrium helichrysoides (Diels) Greuter & Burdet (1985)
- Teucrium heliotropifolium Barbey (1886)
- Teucrium heterophyllum L'Hér. (1788)
- Teucrium heterotrichum Briq. ex Rech.f. (1949)
- Teucrium hieronymi Sennen (1936)
- Teucrium hifacense Pau (1902)
- Teucrium hijazicum Hedge & R.A.King (1988)
- Teucrium hircanicum L. (1759)
- Teucrium huotii Emb. & Maire (1927)
- Teucrium homotrichum (Font Quer) Rivas Mart. (1986)

## I
- Teucrium integrifolium C.Y. Wu & S. Chow (1965)
- Teucrium intricatum Lange (1863)

## J
- Teucrium japonicum Houtt. (1778)
- Teucrium joannis (Sauvage & Vindt) El Oualidi, T.Navarro & A.Martin (1997)
- Teucrium jolyi Mathez & Sauvage (1975)

## K
- Teucrium kabylicum Batt. in J.A.Battandier & L.C.Trabut (1905)
- Teucrium karpasiticum Hadjik. & Hand (2008)
- Teucrium kotschyanum Poech (1842)
- Teucrium kouytchouense H. Lév. (1910)
- Teucrium kraussii Codd (1977)
- Teucrium krymense Juz. (1951)
- Teucrium kyreniae (P.H.Davis) Hadjik. & Hand (2008)

## L
- Teucrium labiosum  C.Y. Wu & S. Chow (1965)
- Teucrium laciniatum  Torr. (1828)
- Teucrium lamiifolium  d'Urv. (1822)
- Teucrium lanigerum Lag. (1816)
- Teucrium laxum D.Don (1825)
- Teucrium leonis Sennen (1936)
- Teucrium lepicephalum  Pau (1904)
- Teucrium leucocladum Boiss. (1844)
- Teucrium leucophyllum Montbret & Aucher ex Benth. (1836)
- Teucrium libanitis  Schreb. (1773)
- Teucrium lini-vaccarii Pamp. (1914)
- Teucrium lucidum  L. (1759) – Camedrio lucido
- Teucrium lusitanicum Schreb. (1774)
- Teucrium luteum  (Mill.) Degen (1937)

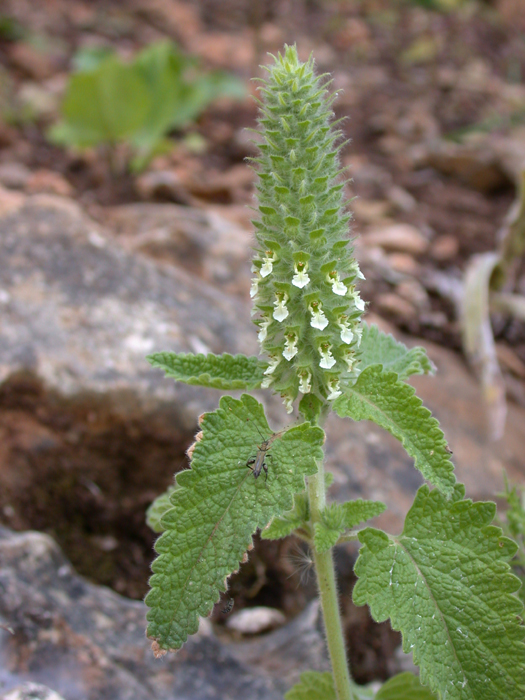
Teucrium lamifolium

## M
- Teucrium macrophyllum (C.Y.Wu & S.Chow) J.H.Zheng (2002)
- Teucrium macrum Boiss. & Hausskn. (1879)
- Teucrium maghrebinum Greuter & Burdet (1985)
- Teucrium malenconianum Maire (1934)
- Teucrium manghuaense Y.Z. Sun (1966)
- Teucrium marum L. (1753) - Camedrio maro
- Teucrium mascatense Boiss. (1844)
- Teucrium massiliense L. (1763) – Camedrio marsigliese
- Teucrium melissoides Boiss. & Hausskn. (1879)
- Teucrium micranthum B.J. Conn (2002)
- Teucrium microphyllum Desf. (1807)
- Teucrium micropodioides Rouy (1882)
- Teucrium mitecum Tattou & El Oualidi (1993)
- Teucrium montanum L. (1753) - Camedrio montano
- Teucrium montbretii Benth. (1836)
- Teucrium multicaule Montbret & Aucher ex Benth. (1836)
- Teucrium murcicum Sennen (1931)
- Teucrium musimonum Humbert ex Maire (1924)
- Teucrium myriocladum Diels (1905)

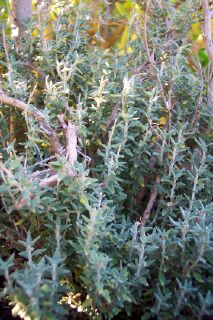
Teucrium marum
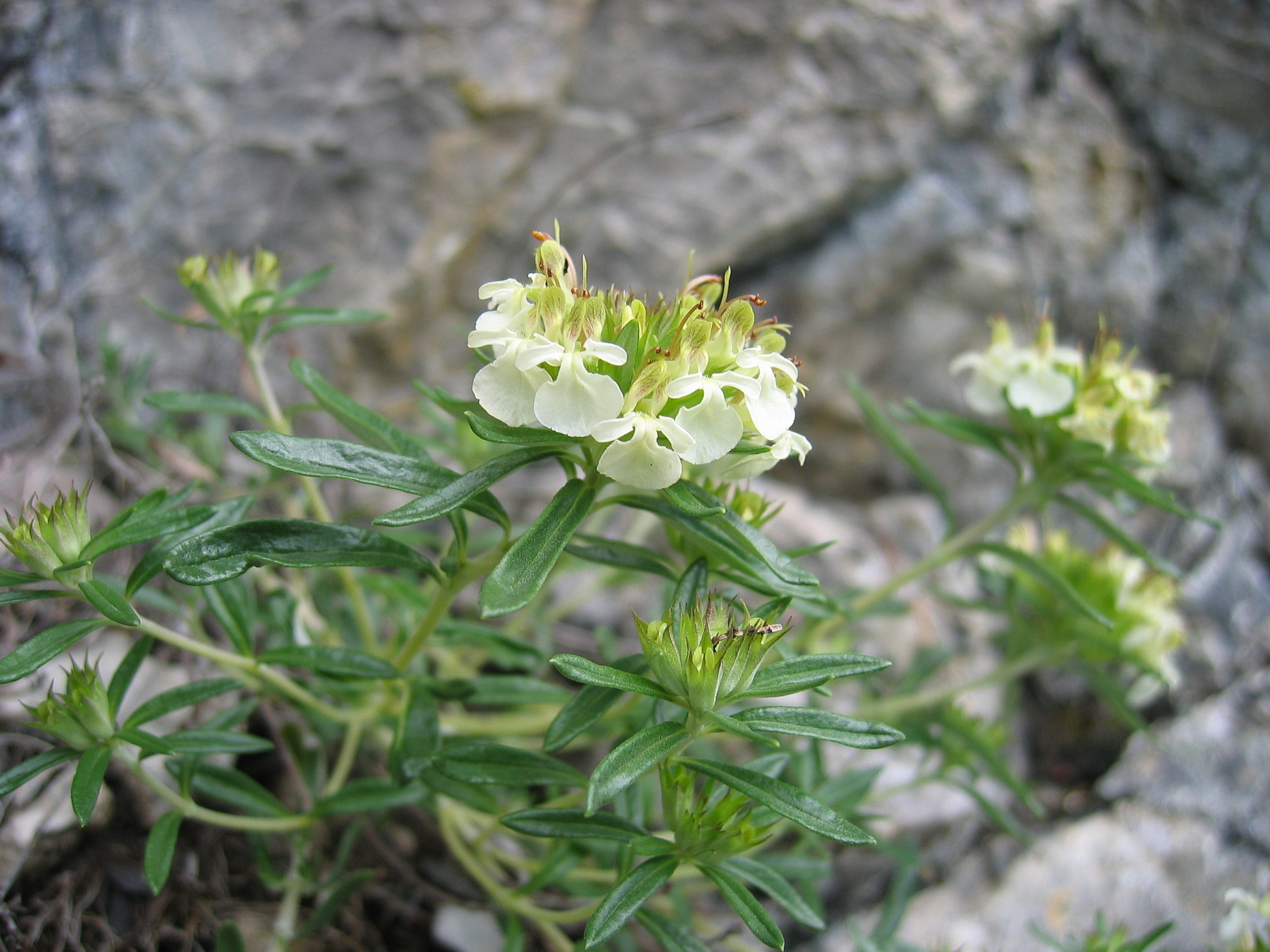
Teucrium montanum

## N
- Teucrium nablii S. Puech (1990)
- Teucrium nanum C.Y. Wu & S. Chow (1965)
- Teucrium nudicaule Hook. (1831)

## O
- Teucrium odontites Boiss. & Balansa in P.E.Boissier (1859)
- Teucrium oliverianum Ging. ex Benth. (1835)
- Teucrium omeiense Sun ex S. Chow (1965)
- Teucrium orientale L. (1753)
- Teucrium ornatum Hemsl. (1890)
- Teucrium oxylepis Font Quer (1924)
- Teucrium ozturkii A.P.Khokhr. (1997)

## P
- Teucrium paederotoides Boiss. (1879)
- Teucrium parviflorum Schreb. (1774)
- Teucrium pernyi Franch. (1883)
- Teucrium persicum Boiss. (1844)
- Teucrium pestalozzae  Boiss. (1853)
- Teucrium petelotii Doan ex Suddee & A.J.Paton (2007)
- Teucrium pilbaranum B.J.Conn (1999)
- Teucrium plectranthoides Gamble (1924)
- Teucrium polioides Ryding (1998)
- Teucrium polium L. (1753) –  Camedrio polio
- Teucrium popovii R.A.King (1988)
- Teucrium procerum Boiss. & Blanche in P.E.Boissier (1859)
- Teucrium proctorii L.O. Williams (1972)
- Teucrium pruinosum Boiss. (1879)
- Teucrium pseudaroanium Parolly, Erdag & Nordt (2007)
- Teucrium pseudochamaepitys L. (1753)
- Teucrium pseudoscorodonia (1798)
- Teucrium pugionifolium Pau (1897)
- Teucrium pumilum L. (1755)
- Teucrium pyrenaicum L. (1753)

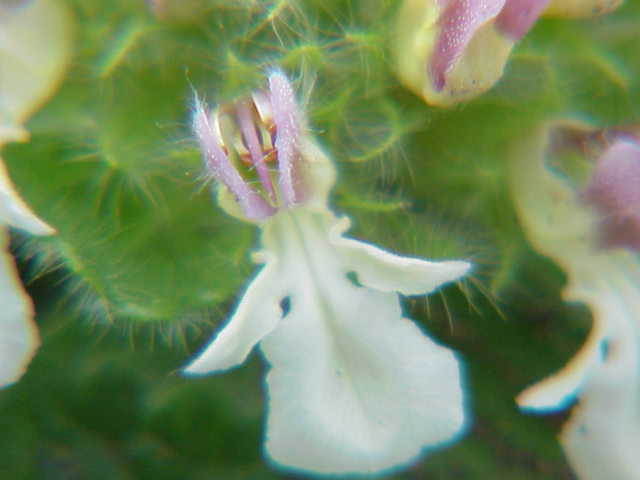
Teucrium pyrenaicum
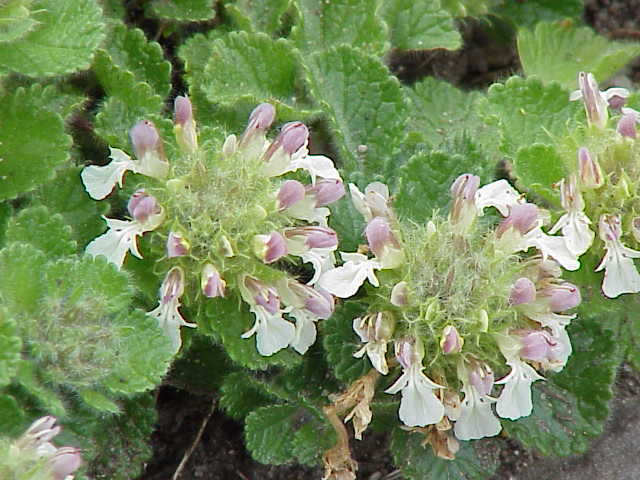
Teucrium pyrenaicum

## Q
- Teucrium quadrifarium Buch.-Ham. ex D. Don (1825)

## R
- Teucrium racemosum R.Br. (1810)
- Teucrium radicans Bonnet & Barrette (1895)
- Teucrium ramaswamii M.B.Viswan. & Manik. (2009)
- Teucrium resupinatum
- Teucrium ramosissimum Desf. (1845)
- Teucrium reidii Toelken & D.Dean Cunn. (2008)
- Teucrium resupinatum Desf. (1798)
- Teucrium reverchonii Willk. (1891)
- Teucrium rhodocalyx O.Schwartz (1939)
- Teucrium rifanum Maire & Sennen (1932)
- Teucrium rigidum Benth. in A.P.de Candolle (1848)
- Teucrium rivas-martinezii Alcarez & al. (1984)
- Teucrium rivasii Rigual ex Greuter & Burdet (1985)
- Teucrium riparium Hochst. (1845)
- Teucrium roseum E.P. Bicknell (1901)
- Teucrium ronnigeri Sennen (1931)
- Teucrium rotundifolium Schreb. (1774)
- Teucrium rouyanum Coste & Soulié (1898)
- Teucrium royleanum Wall. ex Benth. (1830)
- Teucrium rupestre Coss. & Balansa (1873)

## S
- Teucrium salviastrum Schreb. (1774)
- Teucrium sandrasicum O.Schwarz (1949)
- Teucrium santae Quézel & Simonn. ex Greuter & Burdet (1985)
- Teucrium sauvagei Le Houér. (1960)
- Teucrium scabrum Suddee & A.J.Paton (2008 publ. 2009)
- Teucrium scordium L. (1753) – Camedrio scordio
- Teucrium scorodonia L. (1753) – Camedrio scorodonia
- Teucrium serpylloides Maire & Weiller (1940)
- Teucrium sessiliflorum Benth. (1848)
- Teucrium shanicum S.K. Mukerjee (1938)
- Teucrium siculum Rafin. - Camedrio siciliano
- Teucrium similatum T.Navarro & Rosua (1990)
- Teucrium simplex Vaniot (1904)
- Teucrium socinianum Boiss. (1879)
- Teucrium socotranum Vierh. (1907)
- Teucrium soloitanum (Maire) T.Navarro & Rosua (1991)
- Teucrium somalense Ryding (1998)
- Teucrium spinosum L. (1753) - Camedrio spinoso
- Teucrium stocksianum Boiss. (1859)
- Teucrium subspinosum Pourr. ex Wild. (1809)

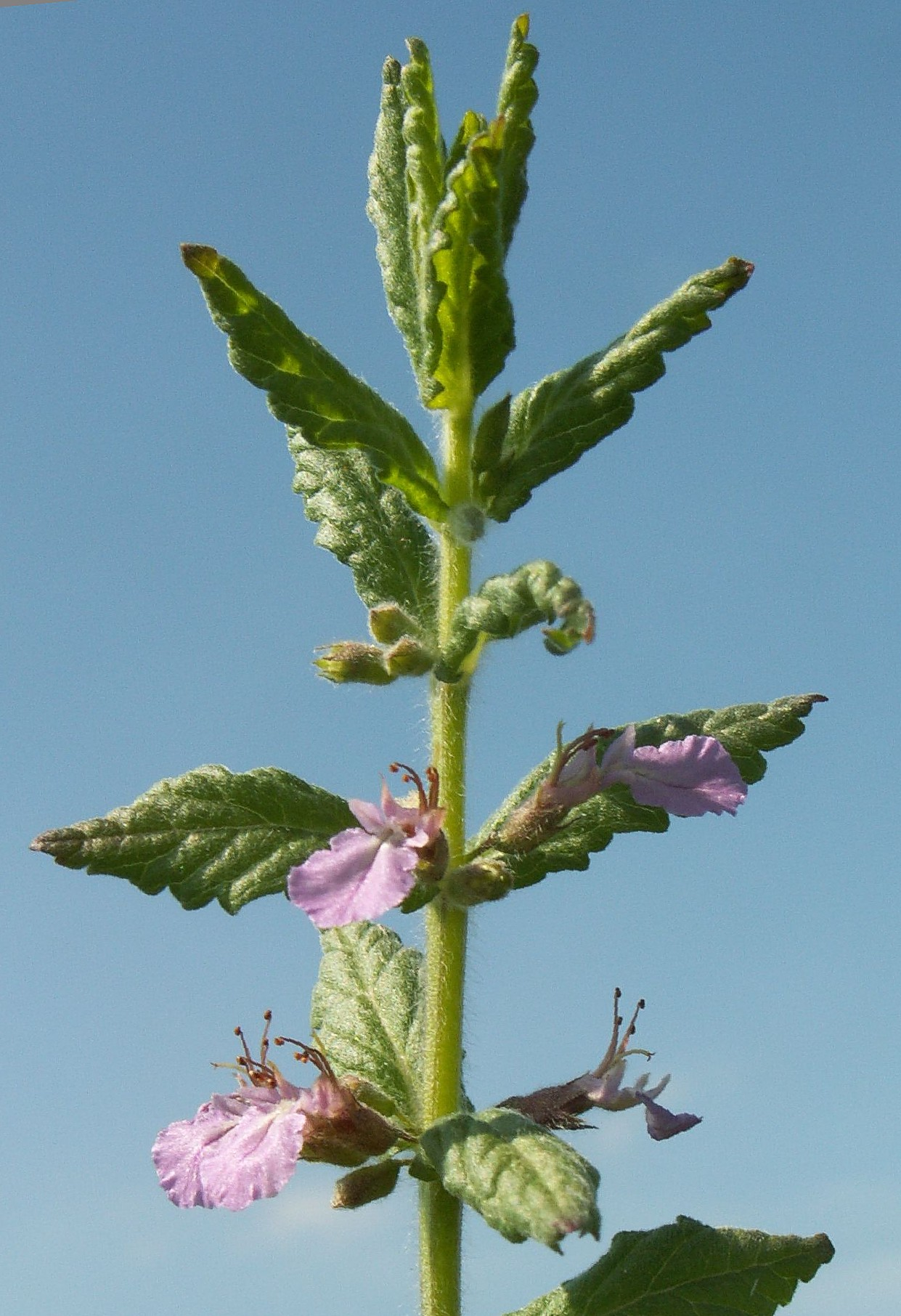
Teucrium scordium
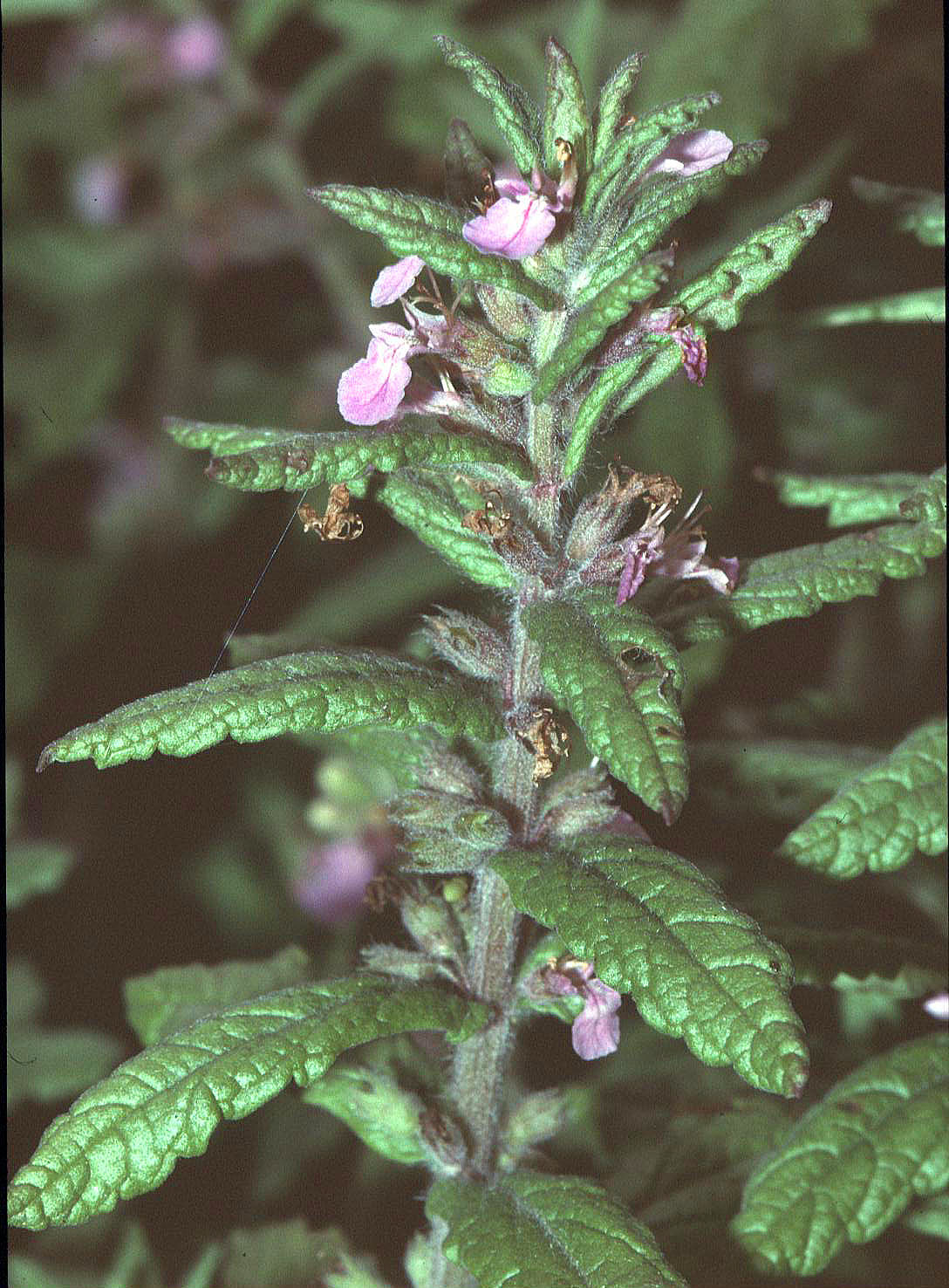
Teucrium scordium
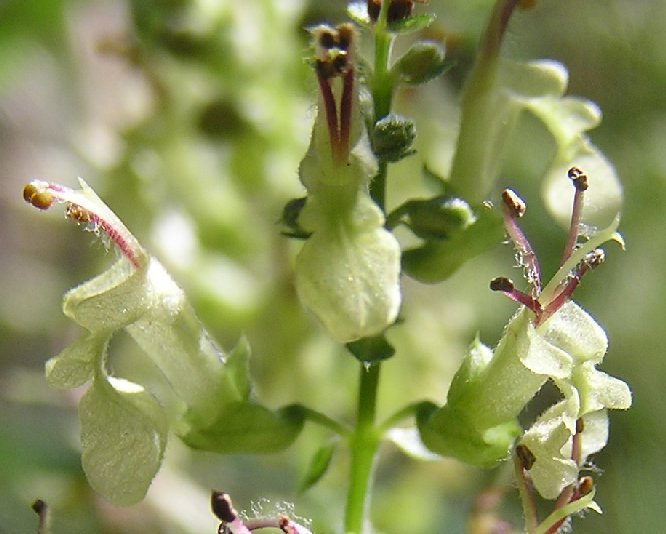
Teucrium scorodonia
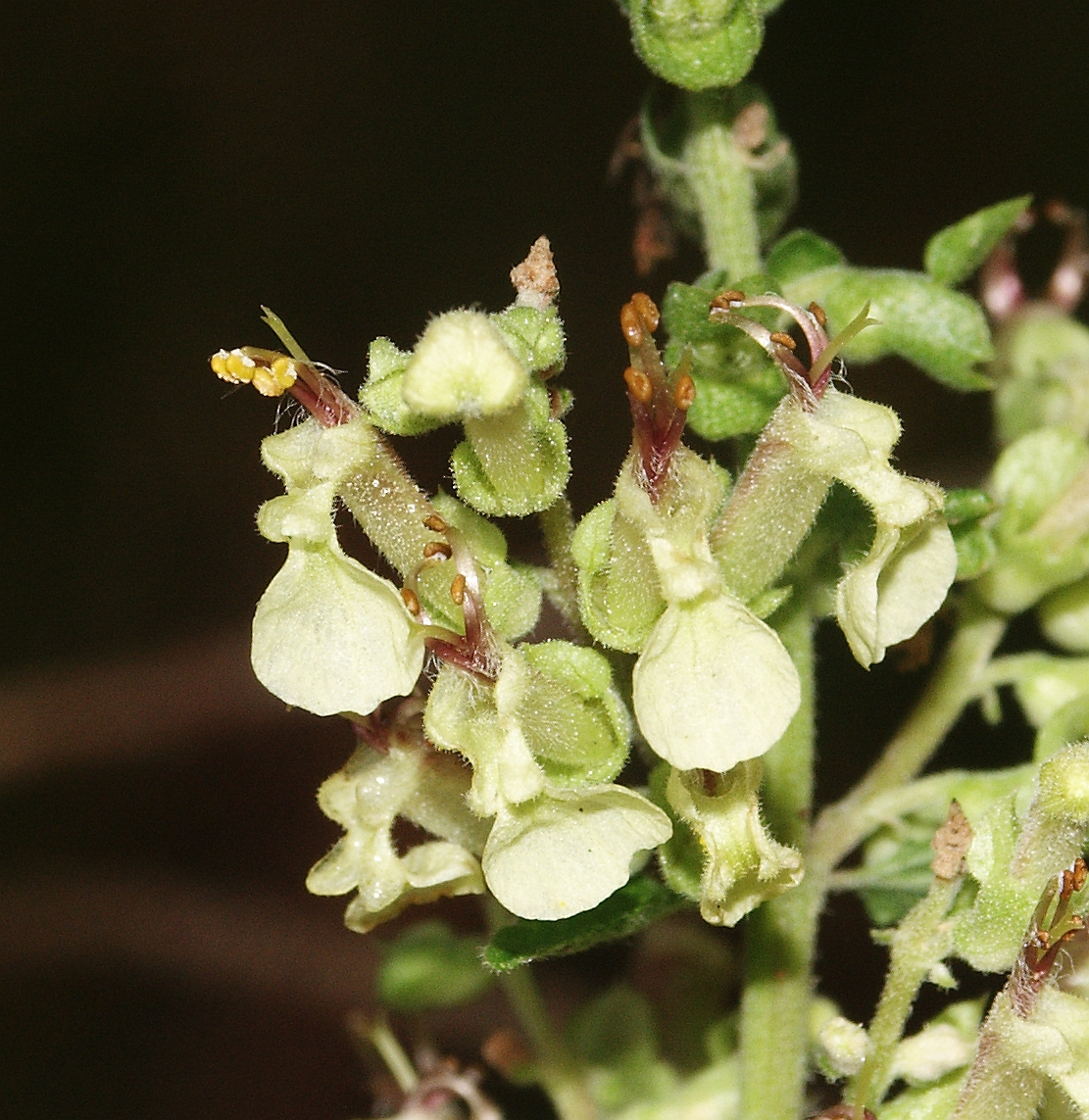
Teucrium scorodonia

## T
- Teucrium taiwanianum C.X. Xie & T.C. Huang (1996)
- Teucrium takoumitense Förther & Podlech (2002)
- Teucrium tananicum Maire (1932)
- Teucrium taylori Boiss. (1846)
- Teucrium teinense Kudô (1921)
- Teucrium terciae Sánchez-Gómez, M.A.Carrión & A.Hern. (2003)
- Teucrium thieleanum B.J.Conn (2006)
- Teucrium thymifolium Schreb. (1774)
- Teucrium thymoides Pomel (1874)
- Teucrium townsendii Vasey & Ros (1890)
- Teucrium trifidum Schltdl. (1847)
- Teucrium tsinlingense C.Y. Wu & S. Chow (1965)
- Teucrium turredanum Losa & Rivas Goday (1968)

## U
- Teucrium ussuriense Kom. (1932)

## V
- Teucrium vesicarium Mill. (1768)
- Teucrium veronicoides Maxim. (1877)
- Teucrium vesicarium Mill. (1768)
- Teucrium vincentinum Rouy (1882)
- Teucrium viscidum Blume (1826)

## W
- Teucrium wattii Prainm. (1890)
- Teucrium webbianum Boiss. (1838)
- Teucrium werneri Rech.f., non Emb. (1935)
- Teucrium wightii Hook.f. (1885)

## Y
- Teucrium yemense Deflers (1889)

## Z
- Teucrium zaianum Emb. & Maire (1929)
- Teucrium zanonii Pamp. (1917)